# Padang JBS
Padang JBS – stadion piłkarski w Bandar Seri Begawan w Brunei. Mieści się w dzielnicy Berakas, przy ulicy Jalan Kimbang Pasang. Ma nawierzchnę trawiastą. Mieści 2500 osób. Swoje mecze rozgrywają na nim drużyny: AH United FC, AM Gunners, Indera, Jerudong, KKSJ Penjara, LLRC, MS ABDB, Majra QAF FC, Wijaya.